# Takashi Shimura

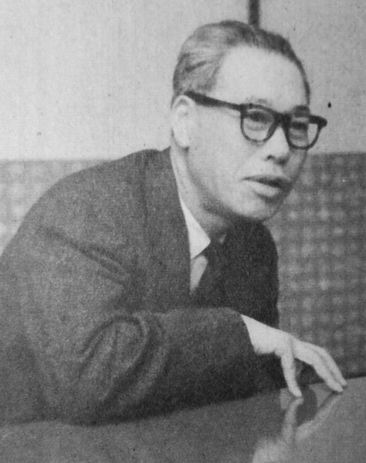
Shimura um 1956

Takashi Shimura (jap. 志村 喬, Shimura Takashi, bürgerlich: 島崎 捷爾, Shimazaki Shōji; * 12. März 1905 in Ikuno; † 11. Februar 1982 in Tokio) war ein japanischer Schauspieler, der vor allem durch seine langjährige Zusammenarbeit mit dem Regisseur Akira Kurosawa international bekannt wurde.

## Biografie
Takashi Shimura hatte eine seiner ersten Filmrollen in Elegie in Naniwa von Kenji Mizoguchi. Berühmt war er als der Schauspieler, der neben Toshirō Mifune am häufigsten in den Filmen von Akira Kurosawa auftaucht. So unter anderem als Anführer einer Gruppe von Samurai in Die sieben Samurai. Die Zusammenarbeit mit Kurosawa dauerte von 1943 bis 1980 und war damit länger als die von Mifune und Kurosawa (1948–1965). Die Szenen seiner letzten Zusammenarbeit mit Kurosawa aus dem Film Kagemusha – Der Schatten des Kriegers wurden für das westliche Kino herausgeschnitten. Sie sind nur im Original erhalten.
Außerhalb dieser Zusammenarbeit ist Takashi Shimura dem westlichen Publikum durch Auftritte in diversen japanischen Monsterfilmen bekannt, u. a. als der Wissenschaftler Kyōhei Yamane in den ersten beiden Godzilla-Filmen.
Takashi Shimura starb am 11. Februar 1982 in Tokio an den Folgen einer Lungenerkrankung im Alter von 76 Jahren.

## Filmografie (Auswahl)
- 1943: Judo Saga – Die Legende vom großen Judo (Sanshiro Sugata)
- 1944: Am allerschönsten (Ichiban utsukushiku )
- 1945: Die Tigerfährte (Tora no o o fumu otokotachi)
- 1946: Kein Bedauern für meine Jugend (Waga seishun ni kuinashi)
- 1948: Engel der Verlorenen (Yoidore tenshi)
- 1949: Das stumme Duell (Shizukanaru ketto)
- 1949: Ein streunender Hund (Nora inu)
- 1950: Skandal (Shubun)
- 1950: Rashomon – Das Lustwäldchen (Rashōmon)
- 1951: Aika
- 1951: Der Idiot (Hakuchi)
- 1952: Einmal wirklich leben (Ikiru)
- 1954: Die sieben Samurai (Shichinin no samurai)
- 1954: Godzilla (Gojira)
- 1955: Godzilla kehrt zurück (Gojira no gyakushū)
- 1955: Bilanz eines Lebens (Ikimono no kiroku)
- 1956: Samurai 3: Duell at Ganryu Island (Miyamoto Musashi kanketsuhen: kettō Ganryūjima)
- 1957: Weltraumbestien (Chikyū Bōeigun)
- 1957: Das Schloß im Spinnwebwald (Kumonosu jō)
- 1958: Die verborgene Festung (Kakushi-toride no san-akunin)
- 1960: Die Bösen schlafen gut (Warui yatsu hodo yoku nemuru / 悪い奴ほどよく眠る)
- 1960: Banzai-Banzai, die Piloten des Teufels (Hawai Middouei daikaikusen: Taiheiyo no arashi )
- 1961: Yojimbo – Der Leibwächter (Yojimbo)
- 1961: Mothra bedroht die Welt (Mosura)
- 1962: Sanjuro
- 1962: Ufos zerstören die Erde (Yōsei Gorasu)
- 1962: Die 47 Samurai (Chushingura - Hana no maki yuki no maki)
- 1963: Zwischen Himmel und Hölle (Tengoku to jigoku)
- 1964: Ghidorah, das dreiköpfige Monster (San daikaijū: Chikyū saidai no kessen)
- 1965: Samurai Assassin (Samurai)
- 1965: Rotbart (Akahige)
- 1965: Frankenstein – Der Schrecken mit dem Affengesicht (Furankenshutain tai chitei kaijû Baragon)
- 1968: Zatōichi hatashi-jō
- 1968: Kurobe no taiyō
- 1973: Shin Zatōichi monogatari: Kasama no chimatsuri
- 1974: Weltkatastrophe 1999? – Die Prophezeiung des Nostradamus (Nosutoradamusu no daiyogen)
- 1975: Panik im Tokio-Express (Shinkansen Daibakuha)
- 1978: Love and Faith (Ogin-sama)
- 1980: Kagemusha – Der Schatten des Kriegers (Kagemusha)

## Auszeichnungen
- 1950: wurde er für seine Rolle als Detective Sato in Ein streunender Hund als Bester männlicher Darsteller beim Mainichi Film Award ausgezeichnet.
- 1956: British Film Academy Award – Nominierung als Bester ausländischer Darsteller für Die sieben Samurai
- 1959: Jussi – Bester ausländischer Darsteller für Die sieben Samurai
- 1960: British Film Academy Award – Nominierung als Bester ausländischer Darsteller für Einmal wirklich leben